# Телешевская, Жанна Матвеевна
Жанна Матвеевна Телешевская (29 мая 1941, Харьков — 4 мая 2009, Екатеринбург) — российская журналистка и основательница первого частного телеканала Екатеринбурга.

## Биография
Родилась 29 мая 1941 года в Харькове.
Долгое время работала редактором в Екатеринбургской газете «На смену!».
1971—1991 гг. — Свердловское Гостелерадио: редактор спортивной редакции, редактор главной редакции информации; являлась автором критических сюжетов информационно-аналитической программы «7 канал».
1991 год — основала в Екатеринбурге телекомпанию АСВ (Ассоциация Свободного Вещания) — одну из первых негосударственных телекомпаний России.
Первой программой АСВ стало ток-шоу «Диалог в ночи» (авторская программа Ж. Телешевской): программа выходила более 10 лет (была отмечена в своё время в социологических опросах, в оценках прессы, в рейтингах СМИ). Ж. Телешевская являлась членом правления НАТ (Национальная Ассоциация Телевещания).
2003 год — продала телекомпанию АСВ сетевому партнёру РЕН ТВ.
2005 год — совместно с ГУВД и Интерполом создала документальный телесериал о коррупции в рядах МВД «Охота на лис».
Скончалась на 68-м году жизни 4 мая 2009 года.
Похоронена на Широкореченском кладбище в Екатеринбурге.

## Награды
1. За работу на «Олимпиаде-80» по представлению Гостелерадио СССР награждена «Почетным Знаком» Оргкомитета «Олимпиады-80»[1].
2. На Всероссийском творческом конкурсе журналистских работ «Щит и перо-2006» был награждён дипломом продюсерский центр «Студия телемост» (руководитель Телешковская Ж. М.) за документальный фильм о работе сотрудников управления собственной безопасности свердловского ГУВД «Охота на лис»; сама Телешевская Ж. М. награждена по итогам конкурса нагрудным знаком «За содействие МВД России»[2].